# Carlos Oquendo
Carlos Mario Oquendo Zabala (Medellín, 16 de novembro de 1987) é um ciclista colombiano. Representou seu país, Colômbia, no ciclismo nos Jogos Olímpicos de Verão de 2012 e nos Jogos Olímpicos de Verão de 2016.